# Creu de terme de Castelló d'Empúries
Creu de terme de Castelló d'Empúries és una creu de terme del municipi de Castelló d'Empúries (Alt Empordà) inclosa en l'Inventari del Patrimoni Arquitectònic de Catalunya.

## Descripció
Situada dins de l'antic nucli emmurallat de la població, al barri del Puig Salner, davant de la façana de la basílica de Santa Maria, a l'altre costat de la plaça Mossèn Cinto Verdaguer.
Creu de pedra constituïda per una base esglaonada de tres nivells de secció octogonal. A la part central del graó superior, s'encasta el fust de la columna que enlaira la creu. També és de planta octogonal i presenta la superfície llisa. Damunt la columna, un capitell-nus configurat com un prisma de vuit cares, es presenta profusament decorat: cadascuna de les cares mostra petites escultures de sants i evangelistes (St. Jaume el major, St. Pau, St. Pere, St. Joan; St. Jaume el menor, St. Mateu, St. Andreu i St. Simó) emmarcades per pilastres rematades per pinacles i dosserets amb fronda vegetal. Motius, aquests, que simulen elements de l'arquitectura gòtica. Sota la base del capitell hi ha una sanefa de fulletes de roure i pàmpols. Una estructura cònica uneix el capitell amb la creu. Aquesta està treballada amb elements compositius, decoratius i iconogràfics que recorden exemplars coetanis d'orfebreria. Els braços són rectes amb expansions lobulades als extrems i rematats amb flor de lis. El perímetre és perfilat amb fronda vegetal. A l'anvers, ocupa la creuera, la imatge de Crist crucificat flanquejat per la Verge i St. Joan, a dreta i esquerra, i pel Pelicà alimentant els seus fills i la Resurrecció de Llàtzer (o Adam sortint del sepulcre), als extrems del braç longitudinal. Al revers ocupen aquests llocs la Verge amb el Nen i el tetramorf.

## Història
Creu de terme gòtica del segle xv, notablement esculpida. En origen estava situada als afores de la població, tot i que es desconeix l'emplaçament original de la creu. No obstant això, se sap que estava situada al passeig central del cementiri municipal que data de 1860. Probablement per aquest fet, a començament de segle XX se la coneixia com a "Creu del fossar".
En ser restaurada la plaça de l'església, l'any 1963, per l'arquitecte de la Direcció General d'Arquitectura, Joaquim Pons Sorolla, va ser instal·lada en aquest indret. El pas del temps ha deixat petja en el monument manifestant-se en la pèrdua d'elements originals i en l'afegit de nous (cas de la peça nova que enllaça el nus amb la creu i el fust, fet de pedra de St. Vicenç).
El 1986 s'enderroca per un accident degut a unes obres realitzades en un edifici proper. El 1990, ja restaurada, s'instal·la de nou. Uns anys més tard, una forta tramuntanada va fer caure la creu i va partir el fust en quatre trossos, cosa que fa suposar que el fust actual està refet.